# Erkan Kaş
Erkan Kaş (sinh 10 tháng 9 năm 1991) là một cầu thủ bóng đá Thổ Nhĩ Kỳ thi đấu cho Kayserispor.

## Cuộc sống cá nhân
Kaş là một người Albania gốc Kosovo, được triệu tập lêm Đội tuyển bóng đá quốc gia Kosovo.